# 托马斯·埃伯特
托马斯·埃伯特（丹麥語：Thomas Ebert，1973年7月23日—），丹麦男子赛艇运动员。他曾代表丹麦参加2000年、2004年和2008年夏季奥林匹克运动会赛艇比赛，获得二枚金牌和一枚铜牌。